# Moore (rivier in West-Australië)
De Moore is een rivier in de regio Wheatbelt in West-Australië. De Moore heeft een lengte van 193 kilometer, een stroomgebied van 13.550 km² en mondt uit in de Indische Oceaan nabij Guilderton.

## Geschiedenis
De oorspronkelijke bewoners van het stroomgebied van de Moore bij aanvang van de Europese kolonisatie waren de Juat Nyungah Aborigines.
In mei 1836 vernoemde korporaal Patrick Heffron van het 63e regiment voetsoldaten de rivier naar de leider van de expeditie waarvan hij deel uitmaakte toen hij de rivier als eerste Europeaan aanschouwde, George Fletcher Moore. De expeditie bestond uit Heffron, Moore en een aboriginesgids genaamd Needyal.
In 1907 overstroomde de rivier en spoelde een deel van de Midland-spoorweg tussen Watheroo en Moora weg. In 1917 en 1932 deden zich nogmaals zware overstromingen voor waarbij het treinverkeer onderbroken werd en Moora en enkele kleinere plaatsen overstroomden.
Door de stijgende toeristische druk vanuit Perth op het estuarium en de benedenstroom van de rivier Moore werd rond 1997 door een aantal mensen besloten actie te ondernemen. Dit leidde tot de oprichting van de Lower Moore River Working Group op 19 februari 2003.

## Geografie
De Moore ontstaat in de drie districten Shire of Perenjori, Shire of Carnamah en Shire of Dalwallinu. De rivier voert het water zuidwestwaarts af, door het dorp Moora, en stroomt vervolgens in zuidelijke richting verder. Nabij het plaatsje Mogumber voegt de Moore River East zich bij de Moore. De rivier stroomt dan in westelijke richting verder, over de Edengerie Cascade (een waterval), langs de noordelijke rand van het nationaal park Moore River en buigt vervolgens naar het zuiden af. De rivier stroomt dan langs de westelijke rand van het nationaal park in zuidelijke richting verder. De Moore mondt uit in de Indische Oceaan nabij Guilderton.
De monding bestaat uit een estuarium dat intermitterend door een zandbank afgesloten wordt. Hoewel 80 % van het stroomgebied door de landbouwsector in gebruik is, is het estuarium een van de laatste in het zuidwesten van West-Australië die geen zichtbare last heeft van eutrofiëring.
Het stroomgebied van de Moore ligt over het Yilgarn-kraton in het noordoosten en over het Perth-bekken in het zuidwesten. Het kraton en bekken worden door de Darling Scarp gescheiden.
De Moore wordt gevoed door onder meer volgende waterlopen:
- Moore River North (155m)
- Moore River East (155m)
- Gingin Brook (17m)

De rivier stroomt door enkele waterpoelen waaronder:
- Bewulgurra Pool (68m)
- Gungawah Pool (49m)

## Klimaat
Het stroomgebied van de Moore is gelegen in een gebied met een mediterraan klimaat. Het kent koele vochtige winters en warme droge zomers. De jaarlijkse gemiddelde neerslag bedraagt ongeveer 800 mm aan de monding en 350 mm in de gebieden waar de rivier ontstaat.

## Galerij

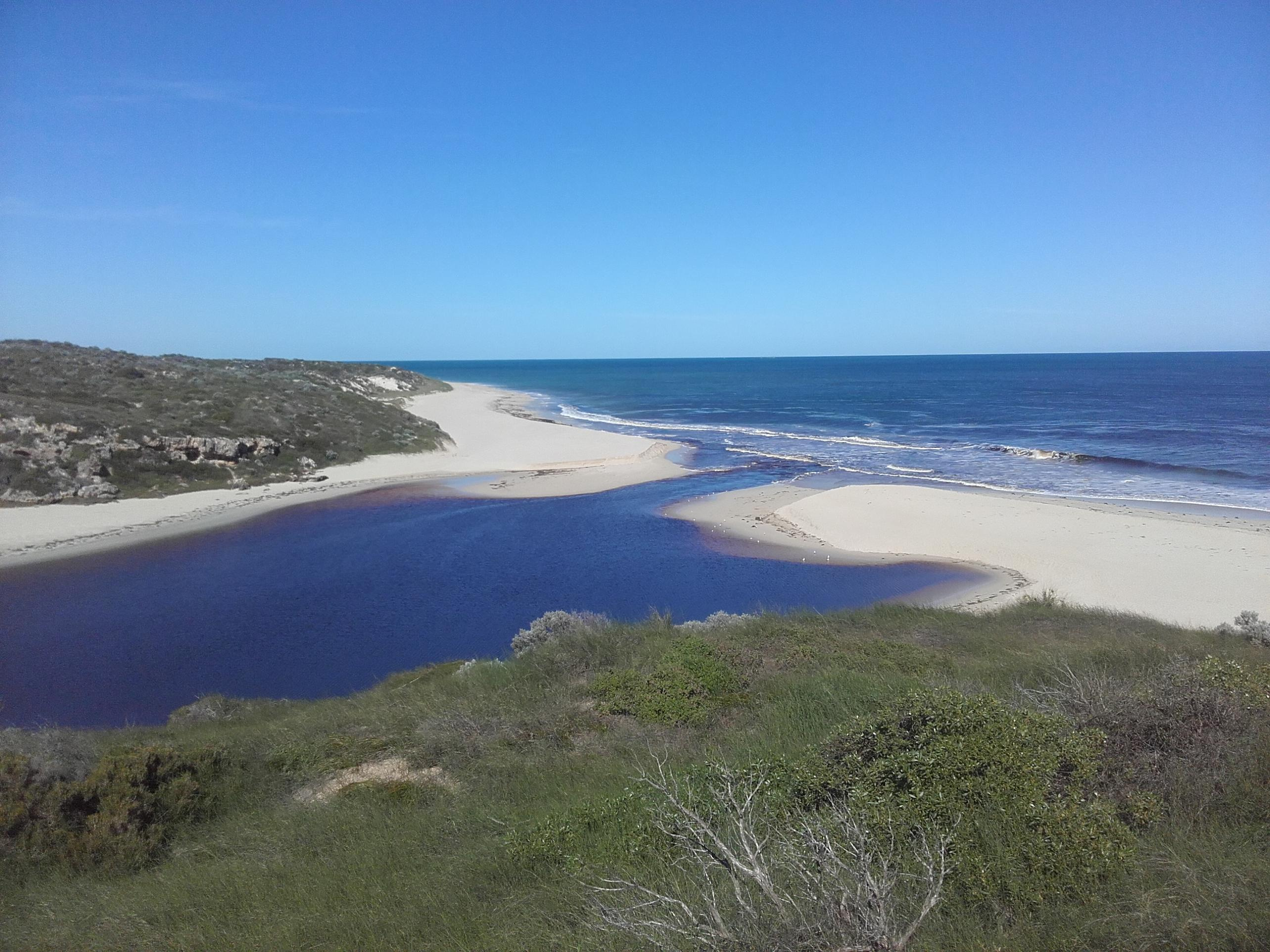
open zandbank
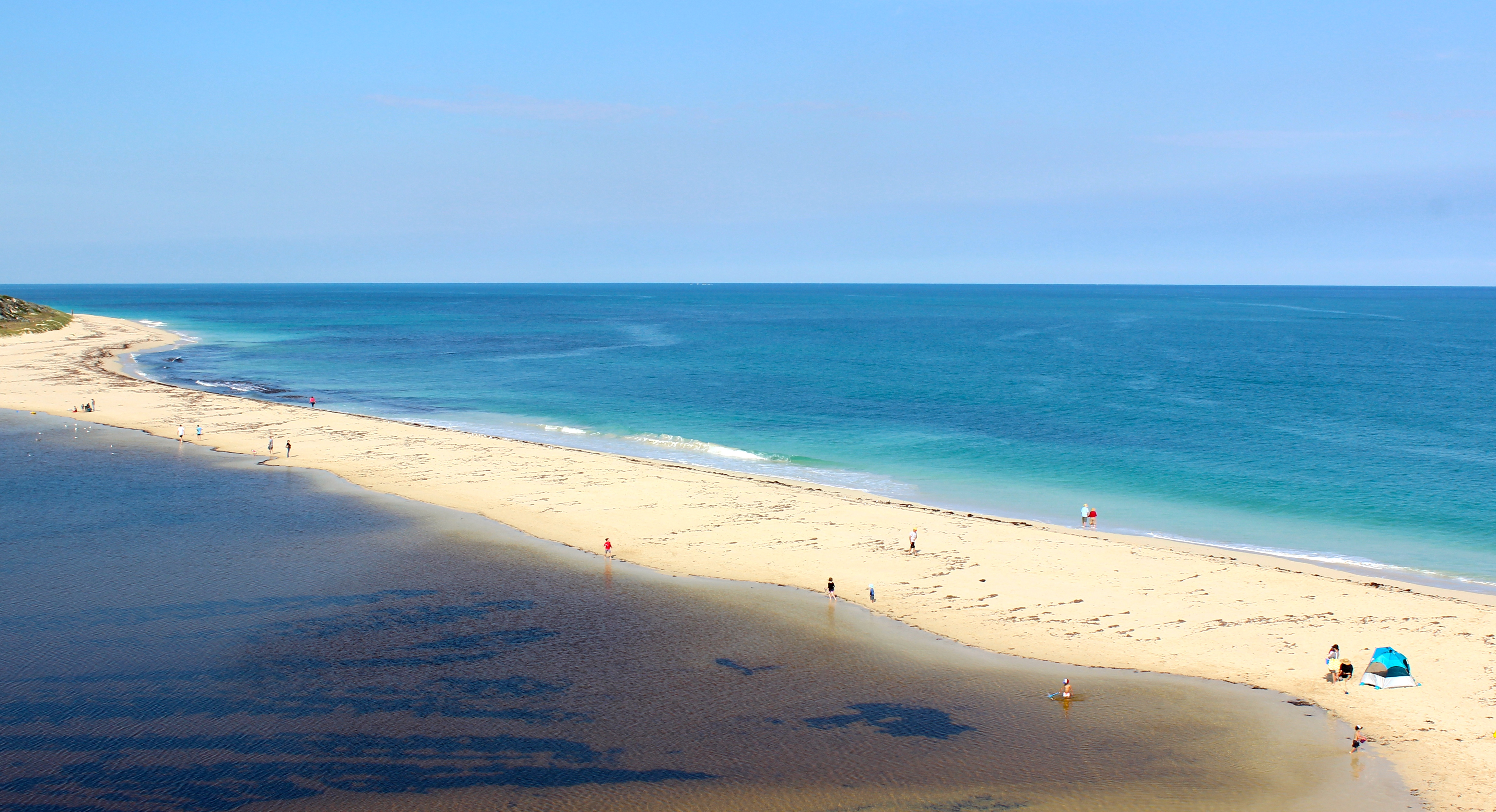
gesloten zandbank
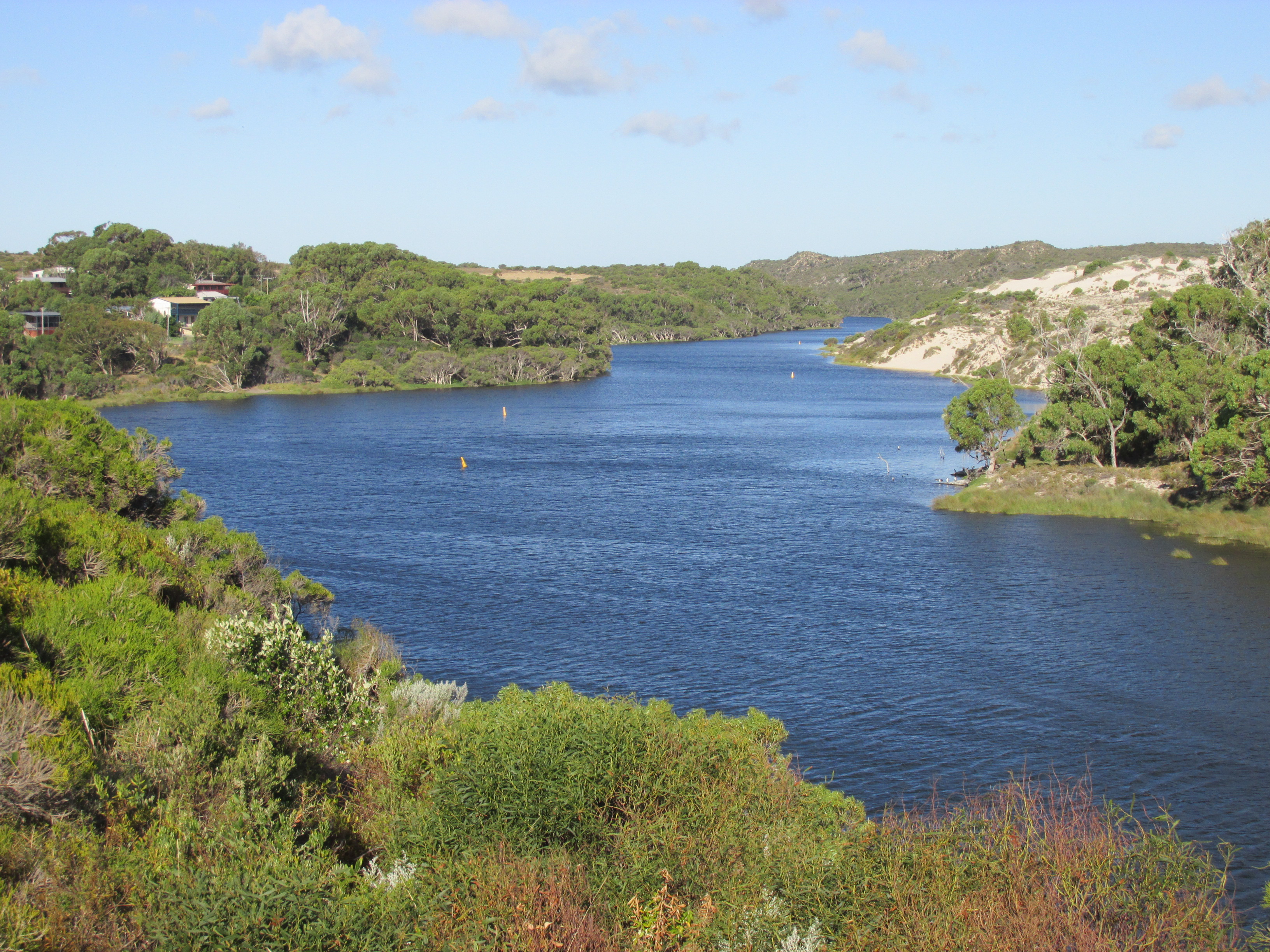
vanaf een uitkijkpunt
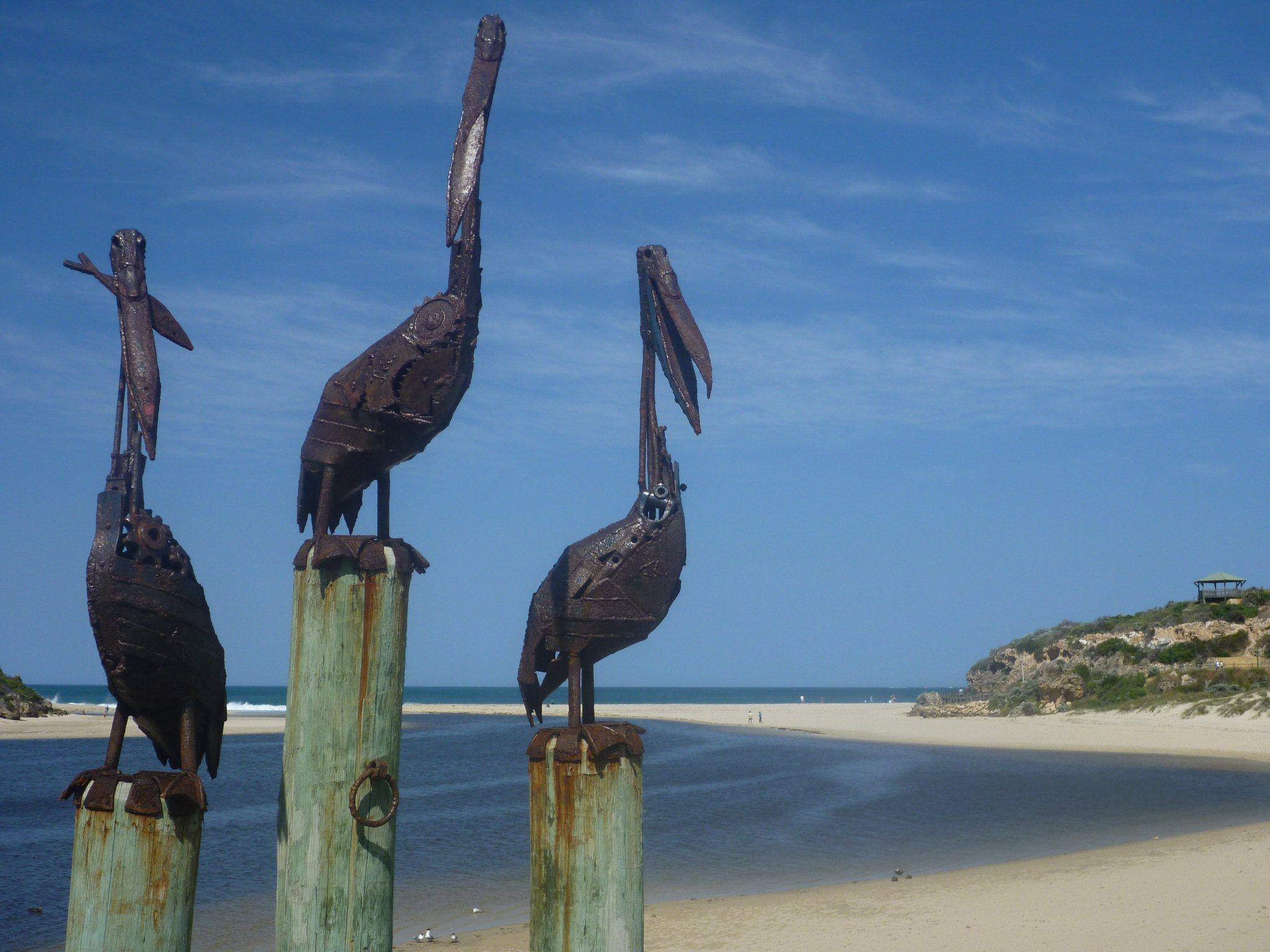
kunstwerk aan de monding
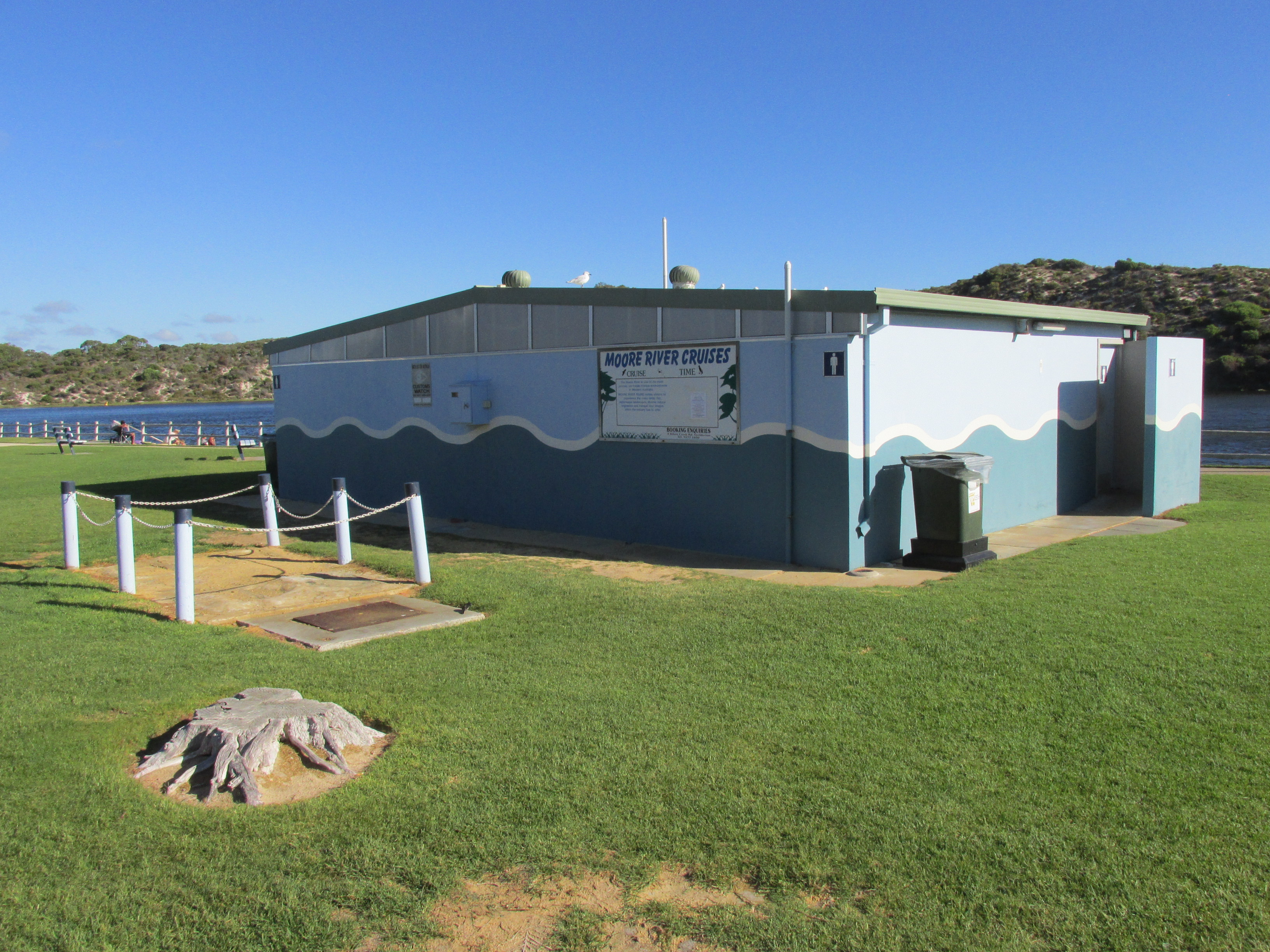
toerisme op de rivier

- Virtual International Authority File: 315526323
- WorldCat: E39PBJpJbF8VfwwJpRH8MmTbVC